# Wilhelm Kersten

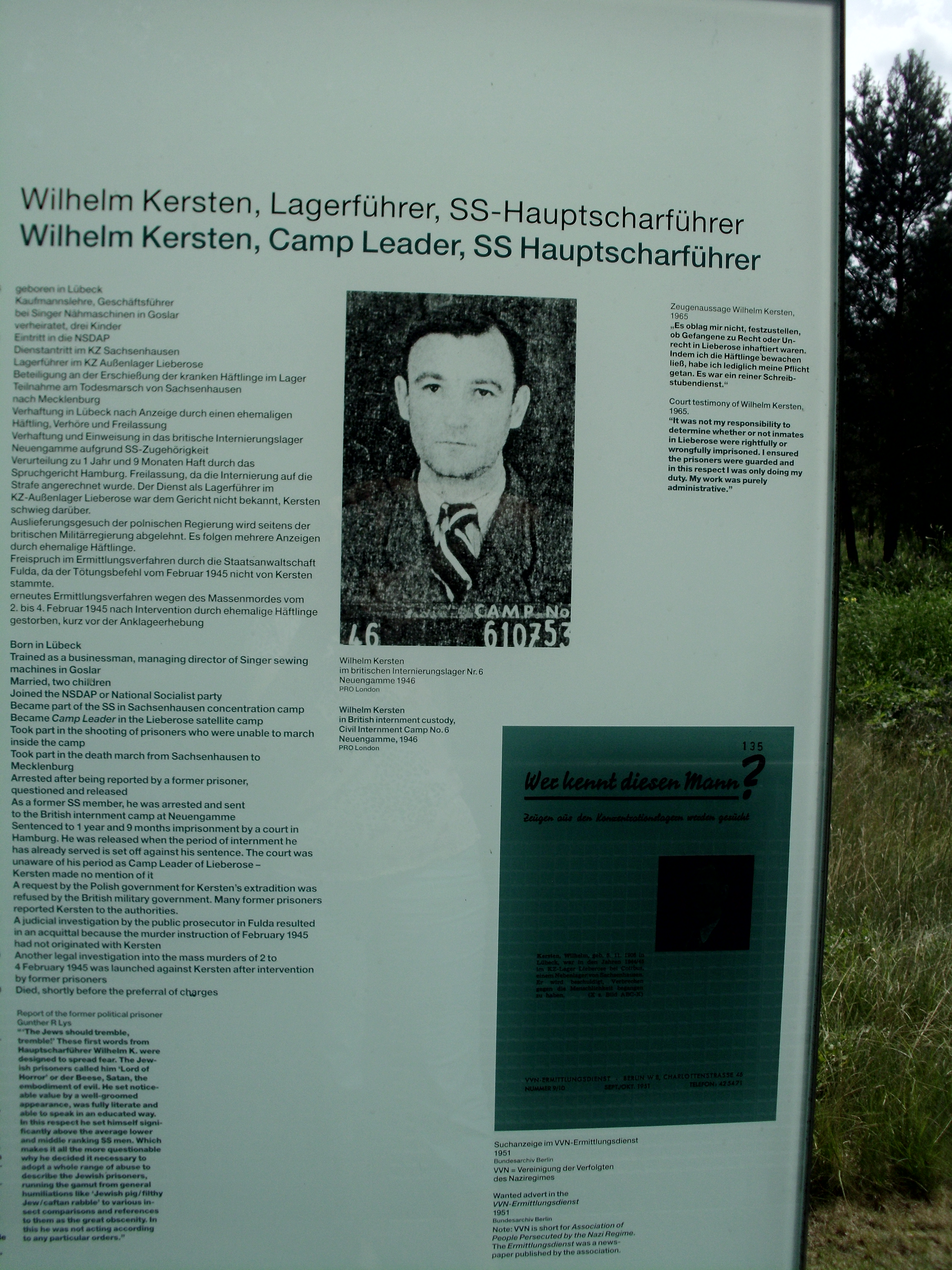
Lagerleiter Wilhelm Kersten auf einer Tafel der Gedenkstätte Jamlitz

Wilhelm Kersten (* 5. November 1906 in Lübeck; † 18. Januar 1970 in Nürnberg) war ein deutscher SS-Hauptscharführer und Lagerführer des KZ Lieberose.

## Leben
Wilhelm Kersten war Sohn eines Kaufmanns. Er ging neun Jahre lang auf die Mittelschule. Danach schloss er sich der einjährige Besuch einer Handelsschule an. Von 1922 bis 1925 absolvierte Kersten eine kaufmännische Lehre. In den folgenden Jahren war er als Verkäufer und Filialleiter im Tabakhandel in Lübeck, Bad Oeynhausen und Köln tätig. Im Jahre 1938 heiratete er. Zu diesem Zeitpunkt arbeitete er als Filialleiter bei der Nähmaschinenfirma Singer in Goslar.
Zum 5. November 1933 trat er der SS bei (SS-Nummer 136.503) und gehörte zunächst einem Motorsturm an. Nach Beginn des Zweiten Weltkrieges erfolgte seine Aufnahme in die Waffen-SS zur Dachauer Totenkopfdivision. Ein Jahr später nahm er am Westfeldzug teil, wurde aber im Herbst 1940 aufgrund einer Venenentzündung für dienstuntauglich erklärt.
Ab Mai 1941 begann er der Einsatz im KZ Sachsenhausen – zunächst bei der Poststelle und dann im regulären Wachdienst des Lagers. Im Jahre 1943 erhielt er den Posten des Rapport- und Arbeitseinsatzführers im Außenlager Falkensee. Im Frühjahr 1944 ernannte ihn KZ-Kommandant Anton Kaindl zum Lagerführer des Nebenlagers Lieberose bei Jamlitz. In dieser Funktion trug er die Verantwortung für die schlechten Lebensbedingungen im Lager. Im Herbst 1944 geriet er kurzzeitig in Konflikt mit der SS. Ihm wurde vorgeworfen, sich Wertgegenstände der neu eingelieferten jüdischen Häftlinge angeeignet zu haben. Nach einmonatigen Ermittlungen gegen ihn kehrte er auf seinen Posten zurück. Kersten war an Verbrechen in der Endphase des KZ-Systems beteiligt. Nachdem er Anfang Februar 1945 von Kaindl den Befehl erhalten hatte, kranke und schwache Häftlinge zu selektieren und zu ermorden, erschossen die Blockführer zwischen dem 2. und 4. Februar 1945 in Lieberose auf Befehl von Kersten 1342 jüdische Häftlinge. Im April 1945 wurde er nach Oranienburg versetzt und begleitete den Todesmarsch von über 33 000 Häftlingen des KZ Sachsenhausen.
Nach dem Krieg lebte er unter dem Pseudonym Erich Berg, bis er von den britischen Behörden verhaftet und im Juni 1946 in Neuengamme interniert wurde. Am 8. April 1948 verurteilte ihn das Spruchkammergericht Hamburg-Bergedorf wegen seiner SS-Mitgliedschaft zu einem Jahr und neun Monaten Gefängnis, die durch die Internierung als verbüßt galten. Kersten kehrte 1948 nach Lübeck zurück, wo er mit seinem Schwager ein Lebensmittelgeschäft eröffnete. 1950 ermittelte die Lübecker Staatsanwaltschaft gegen ihn wegen der Misshandlung von Häftlingen. Am 13. Dezember 1954 wurde er zu sieben Monaten Haft auf Bewährung verurteilt. In den 1960er Jahren kam es aufgrund weiterer Interventionen ehemaliger Häftlinge wieder zu Ermittlungen gegen Kersten. Im ersten Verfahren vor dem Landgericht Fulda wurde er 1965 freigesprochen. Er starb im Jahre 1970, kurz bevor in Nürnberg Anklage wegen seiner Beteiligung an den „Endphasenverbrechen“ erhoben wurde.